# Томичі (село)
Томичі (рос. Томичи) — село у Бєлогорському районі Амурської області Російської Федерації. Розташоване на території українського історичного та етнічного краю Зелений Клин.
Входить до складу муніципального утворення Томичевська сільрада. Населення становить 1419 осіб (2018).

## Історія
З 4 січня 1926 року до 30 липня 1930 року належало до новоутвореного Александрівського району Амурської округи Далекосхідного краю, що відповідав нинішньому Бєлогорському району. З 20 жовтня 1932 року ввійшло до складу новоутвореної Амурської області.
З 19 січня 2005 року органом місцевого самоврядкування є Томичевська сільрада.

## Населення
| 2002  | 2010  | 2012  | 2013  | 2014  | 2015  | 2016  |
| ----- | ----- | ----- | ----- | ----- | ----- | ----- |
| 1810  | ↘1632 | ↘1611 | ↘1610 | ↘1589 | ↘1532 | ↘1497 |
| 2017  | 2018  |       |       |       |       |       |
| ↘1452 | ↘1419 |       |       |       |       |       |